# Delta 2000

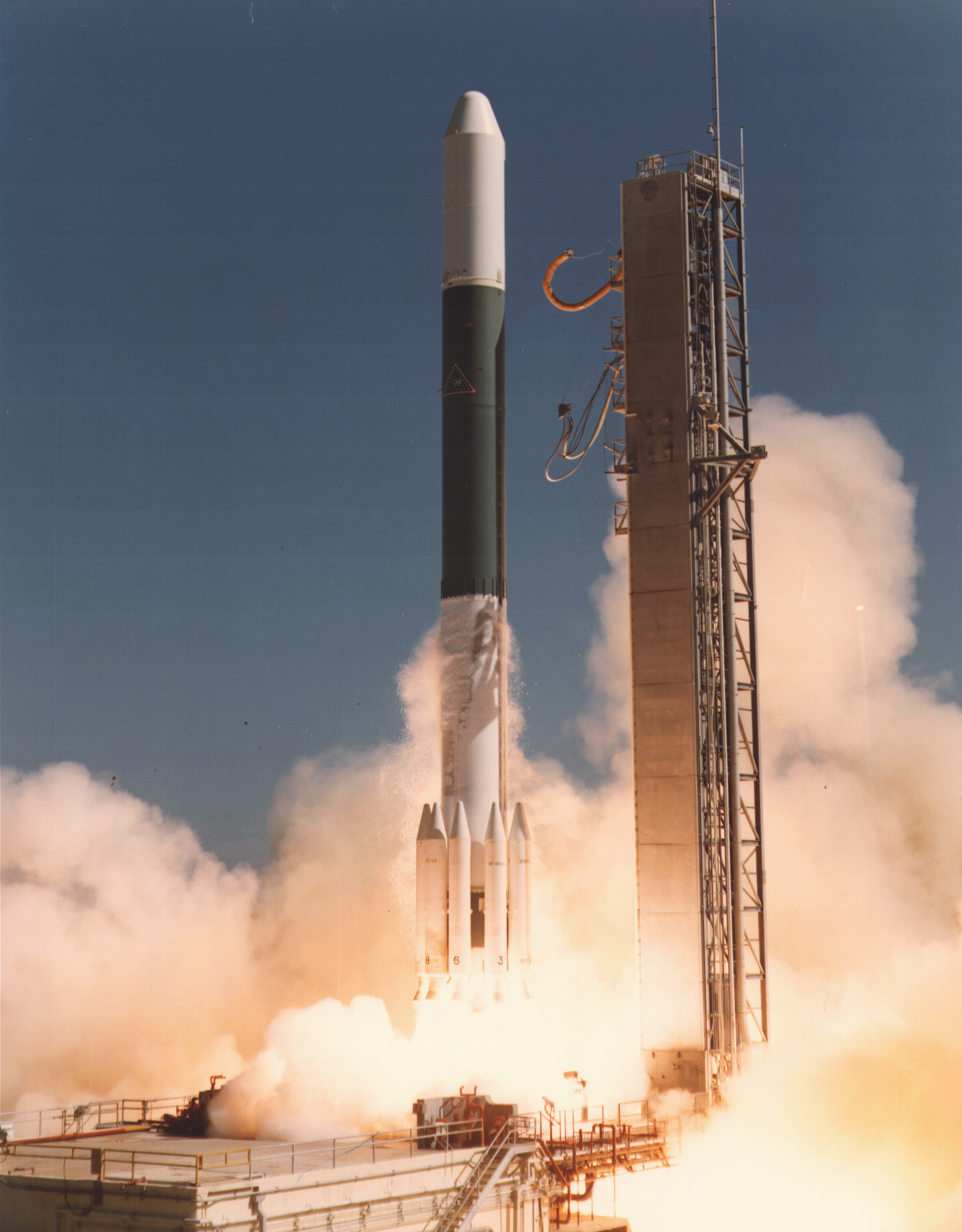
Lançamento do satélite IUE num Delta 2914 J-8.

Delta 2000 foi a designação de uma série de foguetes Norte americanos usados para conduzir quarenta e quatro lançamentos orbitais entre 1974 e 1981. Esta série fazia parte da família Delta de foguetes. A série 2000 era composta pelos Delta 2310, Delta 2313, Delta 2910, Delta 2913 e Delta 2914.
Algumas variantes existiram, identificadas por um sistema de numeração específico de quatro dígitos. As séries Delta 2000 e 3000 usavam motores de estoque remanescentes do projeto Apollo nos seus primeiro e segundo estágios.

## História
Os lançamentos dos foguetes da série 2000, foram efetuados a partir da Base da Força Aérea de Vandenberg e da Estação da Força Aérea de Cabo Canaveral. Quarenta e três dos quarenta e quatro lançamentos foram bem sucedidos. A única falha ocorreu no primeiro, em 19 de Janeiro de 1974 que colocou o Skynet 2A numa órbita não utilizável. Uma investigação revelou que um curto circuito num componente eletrônico do segundo estágio, fez com que o terceiro estágio e o satélite não atingissem a órbita pretendida, causando a queda e reentrada do satélite de forma muito rápida.

## Características
Todos os Delta da série 2000 usaram ou três (Delta 2310 e Delta 2313) ou nove (Delta 2910, Delta 2913 e Delta 2914) foguetes aceleradores de propelente sólido Castor 2. Toda a série usou um segundo estágio com um motor TR-201. Os Delta 2310 e 2910 não usavam terceiro estágio, enquanto os Delta 2313 e 2913 usaram um terceiro estágio propulsado por um motor Star 37D e o Delta 2914 usava um propulsado por um motor Star 37E. Ao todo, a série Delta 2000 fez 44 lançamentos.

## Histórico de lançamentos

### Delta 2310
| Voo       | Data                   | Plataforma de lançamento                | Carga                        | Resultado | Notas                        |
| --------- | ---------------------- | --------------------------------------- | ---------------------------- | --------- | ---------------------------- |
| 592/D-104 | 15 de novembro de 1974 | Plataforma SLC-2W da Base de Vandenberg | NOAA-4 / Amsat P2B / Intasat | Êxito     |                              |
| 605/D-126 | 29 de julho de 1976    | Plataforma SLC-2W da Base de Vandenberg | NOAA-5                       | Êxito     |                              |
| 639/D-157 | 6 de outubro de 1981   | Plataforma SLC-2W da Base de Vandenberg | SME / UoSAT-1                | Êxito     | Último voo de um Delta 2310. |

### Delta 2313
| Voo       | Data                   | Plataforma de lançamento            | Carga     | Resultado     | Notas                                                                                                 |
| --------- | ---------------------- | ----------------------------------- | --------- | ------------- | --- |
| 587/D-100 | 18 de janeiro de 1974  | Plataforma LC-17B do Cabo Canaveral | Skynet 2A | Êxito parcial | Primeiro voo. Uma falha no segundo estágio impediu que o satélite fosse colocado na órbita planejada. |
| 591/D-105 | 23 de novembro de 1974 | Plataforma LC-17B do Cabo Canaveral | Skynet 2B | Êxito         | |
| 615/D-133 | 25 de agosto de 1977   | Plataforma LC-17B do Cabo Canaveral | Sirio 1   | Êxito         | Último voo de um Delta 2313                                                                           |

### Delta 2910
| Voo       | Data                   | Plataforma de lançamento                | Carga                         | Resultado | Notas                        |
| --------- | ---------------------- | --------------------------------------- | ----------------------------- | --------- | ---------------------------- |
| 598/D-107 | 22 de janeiro de 1975  | Plataforma SLC-2W da Base de Vandenberg | Landsat 2                     | Êxito     | Primeiro voo.                |
| 595/D-111 | 12 de junho de 1975    | Plataforma SLC-2W da Base de Vandenberg | Nimbus 6                      | Êxito     |                              |
| 600/D-115 | 6 de outubro de 1975   | Plataforma SLC-2W da Base de Vandenberg | Explorer 54                   | Êxito     |                              |
| 604/D-117 | 20 de novembro de 1975 | Plataforma LC-17B do Cabo Canaveral     | Explorer 55                   | Êxito     |                              |
| 621/D-139 | 5 de março de 1978     | Plataforma SLC-2W da Base de Vandenberg | Landsat 3 / Amsat P2D / PIX-1 | Êxito     |                              |
| 630/D-145 | 24 de outubro de 1978  | Plataforma SLC-2W da Base de Vandenberg | Nimbus 7 / CAMEO              | Êxito     | Último voo de um Delta 2910. |

### Delta 2913
| Voo       | Data                | Plataforma de lançamento                | Carga    | Resultado | Notas                        |
| --------- | ------------------- | --------------------------------------- | -------- | --------- | ---------------------------- |
| 602/D-113 | 9 de agosto de 1975 | Plataforma SLC-2W da Base de Vandenberg | COS-B    | Êxito     | Primeiro voo.                |
| 609/D-123 | 4 de maio de 1976   | Plataforma SLC-2W da Base de Vandenberg | LAGEOS-1 | Êxito     | Último voo de um Delta 2913. |

### Delta 2914
| Voo       | Data                    | Plataforma de lançamento            | Carga           | Resultado | Notas                        |
| --------- | ----------------------- | ----------------------------------- | --------------- | --------- | ---------------------------- |
| 588/D-101 | 13 de abril de 1974     | Plataforma LC-17B do Cabo Canaveral | Westar 1        | Êxito     | Primeiro voo.                |
| 590/D-102 | 16 de maio de 1974      | Plataforma LC-17B do Cabo Canaveral | SMS-1           | Êxito     |                              |
| 589/D-103 | 10 de outubro de 1974   | Plataforma LC-17B do Cabo Canaveral | Westar 2        | Êxito     |                              |
| 599/D-106 | 19 de dezembro de 1974  | Plataforma LC-17B do Cabo Canaveral | Symphonie 1     | Êxito     |                              |
| 593/D-108 | 6 de fevereiro de 1975  | Plataforma LC-17B do Cabo Canaveral | SMS-2           | Êxito     |                              |
| 596/D-110 | 7 de maio de 1975       | Plataforma LC-17B do Cabo Canaveral | Anik A3         | Êxito     |                              |
| 594/D-114 | 27 de agosto de 1975    | Plataforma LC-17A do Cabo Canaveral | Symphonie 2     | Êxito     |                              |
| 597/D-116 | 16 de outubro de 1975   | Plataforma LC-17B do Cabo Canaveral | GOES 1          | Êxito     |                              |
| 606/D-119 | 16 de janeiro de 1976   | Plataforma LC-17B do Cabo Canaveral | CTS             | Êxito     |                              |
| 603/D-120 | 19 de fevereiro de 1976 | Plataforma LC-17B do Cabo Canaveral | Marisat 1       | Êxito     |                              |
| 608/D-122 | 22 de abril de 1976     | Plataforma LC-17B do Cabo Canaveral | NATO-3A         | Êxito     |                              |
| 601/D-124 | 10 de junho de 1976     | Plataforma LC-17A do Cabo Canaveral | Marisat 2       | Êxito     |                              |
| 611/D-125 | 8 de julho de 1976      | Plataforma LC-17B do Cabo Canaveral | Palapa A1       | Êxito     |                              |
| 614/D-127 | 14 de outubro de 1976   | Plataforma LC-17A do Cabo Canaveral | Marisat 3       | Êxito     |                              |
| 613/D-128 | 28 de janeiro de 1977   | Plataforma LC-17B do Cabo Canaveral | NATO-3B         | Êxito     |                              |
| 612/D-129 | 10 de março de 1977     | Plataforma LC-17A do Cabo Canaveral | Palapa A2       | Êxito     |                              |
| 617/D-130 | 20 de abril de 1977     | Plataforma LC-17B do Cabo Canaveral | ESA-GEOS 1      | Êxito     |                              |
| 616/D-131 | 16 de junho de 1977     | Plataforma LC-17B do Cabo Canaveral | GOES 2          | Êxito     |                              |
| 618/D-132 | 14 de julho de 1977     | Plataforma LC-17B do Cabo Canaveral | GMS-1           | Êxito     |                              |
| 623/D-135 | 20 de outubro de 1977   | Plataforma LC-17B do Cabo Canaveral | ISEE-1 / ISEE-2 | Êxito     |                              |
| 620/D-136 | 23 de novembro de 1977  | Plataforma LC-17A do Cabo Canaveral | Meteosat 1      | Êxito     |                              |
| 624/D-137 | 15 de dezembro de 1977  | Plataforma LC-17B do Cabo Canaveral | CS-1            | Êxito     |                              |
| 628/D-138 | 26 de janeiro de 1978   | Plataforma LC-17A do Cabo Canaveral | IUE             | Êxito     |                              |
| 626/D-140 | 7 de abril de 1978      | Plataforma LC-17B do Cabo Canaveral | BSE-1           | Êxito     |                              |
| 625/D-142 | 16 de junho de 1978     | Plataforma LC-17B do Cabo Canaveral | GOES 3          | Êxito     |                              |
| 631/D-143 | 14 de julho de 1978     | Plataforma LC-17A do Cabo Canaveral | ESA-GEOS 2      | Êxito     |                              |
| 633/D-144 | 12 de agosto de 1978    | Plataforma LC-17B do Cabo Canaveral | ISEE-3          | Êxito     |                              |
| 634/D-146 | 19 de novembro de 1978  | Plataforma LC-17B do Cabo Canaveral | NATO-3C         | Êxito     |                              |
| 629/D-148 | 30 de janeiro de 1979   | Plataforma LC-17B do Cabo Canaveral | SCATHA          | Êxito     |                              |
| 638/D-149 | 10 de agosto de 1979    | Plataforma LC-17A do Cabo Canaveral | Westar 3        | Êxito     | Último voo de um Delta 2914. |